# Perfectly Perfect
Perfectly Perfect is de vierentwintigste aflevering van het derde seizoen van het tienerdrama Beverly Hills, 90210, die voor het eerst werd uitgezonden op 24 maart 1993.

## Verhaal
Kelly kan het niet aanzien hoe potentiële kopers haar huis komen bekijken. Ze wil niet verhuizen en probeert het de kopers zo moeilijk mogelijk te maken. Dit zorgt voor irritatie bij Jackie, die haar best doet het huis te verkopen. Als ze achttien jaar oud wordt, viert ze dit in de Peach Pit. Hier weet ze iedereen te choqueren door in te storten als gevolg van haar gebruik van dieetpillen.
In het ziekenhuis dwingt Jackie Kelly naar een praatgroep voor mensen met eetstoornissen te gaan. Hier is Kelly niet enthousiast over. Steve weet Brandon ondertussen te overhalen om mee te gaan naar een televisieprogramma waar mensen gekoppeld worden. Hier ontmoet Brandon de aantrekkelijke Celeste Lundey.

## Rolverdeling
- Jason Priestley - Brandon Walsh
- Shannen Doherty - Brenda Walsh
- Jennie Garth - Kelly Taylor
- Ian Ziering - Steve Sanders
- Gabrielle Carteris - Andrea Zuckerman
- Luke Perry - Dylan McKay
- Brian Austin Green - David Silver
- Tori Spelling - Donna Martin
- Carol Potter - Cindy Walsh
- James Eckhouse - Jim Walsh
- Joe E. Tata - Nat Bussichio
- Ann Gillespie - Jackie Taylor
- Jennifer Grant - Celeste Lundey
- Michael Cudlitz - Tony Miller
- Michael Rawlins - Jordan Bonner
- Shishir Kurup - Dokter Tarica
- Rebecca Herbst - Dochter van mevrouw Brower